# Эффузия (физика)
В химии и физике, эффу́зия (от лат. effusio — излияние, растекание) — процесс, при котором отдельные молекулы проникают через отверстие без столкновений между собой. Это происходит, если диаметр отверстия значительно меньше, чем длина свободного пробега молекул. Согласно закону Грэма, скорость истечения газа (то есть количество молекул, проходящих через отверстие в секунду) зависит от его молекулярной массы; газы с более низкой молекулярной массой истекают быстрее, чем газы с более высокой молекулярной массой. Как следует из распределения Максвелла, для газа при данной температуре T средняя скорость молекулы равна
{\displaystyle \langle v\rangle ={\sqrt {\frac {8kT}{\pi m}}}={\sqrt {\frac {8RT}{\pi M}}},}
где k — постоянная Больцмана, R — универсальная газовая постоянная, m — масса молекулы, M — молярная масса газа.
Таким образом, у газа с более лёгкими молекулами при данной температуре средняя скорость молекул выше. Это приводит к тому, что большее количество молекул проходит через отверстие в единицу времени. Вот почему воздушный шар, заполненный газом с низкой молекулярной массой (например, водородом), оставленный в покое на некоторое время, сдувается быстрее, чем воздушный шар, заполненный газом с более высокой молекулярной массой (азотом).